# Герб Радушного
Герб Радушного — один з офіційних символів селища міського типу Радушне Криворізького району Дніпропетровської області.

## Опис
Щит скошений справа. Перша частина скошена справа золотим і зеленим. У другій частині в срібному полі козак вліво в золотих шапці і сорочці, зелених штанях і червоних чоботях, підперезаний червоним поясом. Козак тримає в правій руці золотий спис.